# Josephine Dunn
Josephine Dunn, nata Mary Josephine Dunn (New York, 1º maggio 1906 – Thousand Oaks, 3 febbraio 1983), è stata un'attrice statunitense.

## Biografia
Proveniente dal teatro di rivista, arrivò al cinema nel 1926 interpretando una piccola parte nel film Fascinating Youth con Thelma Todd. Dopo 18 film muti, fu eletta nel 1929 tra le tredici "WAMPAS Baby Stars", gruppo di attrici la cui carriera era considerata promettente. Superò con successo la difficile transizione al cinema sonoro, facendo parte del cast di Ragazze americane, con Joan Crawford. Con una quarantina di film in carriera, si ritirò dal cinema nel 1938 dopo aver interpretato Birth of a Baby di Al Christie.
Si sposò quattro volte. L'ultimo marito fu, dal 1935, Carroll Case, figlio di Frank Case, proprietario dell'Hôtel Algonquin di New York, sede di un circolo allora famoso, la "Algonquin Round Table". Case morì nel 1978, mentre la Dunn si spense nel 1983 a causa di un tumore.

## Riconoscimenti
WAMPAS Baby Star nel 1929

## Filmografia parziale
- Giovinezza (Fascinating Youth), regia di Sam Wood (1926)
- It's the Old Army Game, regia di A. Edward Sutherland (1926)
- L'angoscia di Satana (The Sorrows of Satan), regia di D.W. Griffith (1926)
- Love's Greatest Mistake, regia di A. Edward Sutherland (1927)
- Pompieri per ardore (Fireman, Save My Child), regia di A. Edward Sutherland (1927)
- Con amore e fischi (With Love and Hisses), regia di Fred Guiol (1927)
- La scuola delle sirene (Swim Girl, Swim), regia di Clarence G. Badger (1927)
- She's a Sheik, regia di Clarence G. Badger (1927)
- Get Your Man, regia di Dorothy Arzner (1927)
- We Americans, regia di Edward Sloman (1928)
- Il cantante pazzo (The Singing Fool), regia di Lloyd Bacon (1928)
- Slim prende moglie (China Bound), regia di Charles Reisner (1929)
- Ombre nere (Black Magic), regia di George B. Seitz (1929)
- Sin Sister, regia di Charles Klein (1929)
- Ragazze americane (Our Modern Maidens), regia di Jack Conway (1929)
- Two Kinds of Women, regia di William C. de Mille (1932)
- Un'ora d'amore (One Hour with You), regia di Ernst Lubitsch e, non accreditato, George Cukor (1932)